# Шарбонь
Шарбо́нь (фр. Charbogne) — коммуна во Франции, находится в регионе Шампань — Арденны. Департамент коммуны — Арденны. Входит в состав кантона Аттиньи. Округ коммуны — Вузье.
Код INSEE коммуны — 08103.
Коммуна расположена приблизительно в 180 км к северо-востоку от Парижа, в 65 км севернее Шалон-ан-Шампани, в 32 км к югу от Шарлевиль-Мезьера.

## Население
Население коммуны на 2008 год составляло 210 человек.
| 1962 | 1968 | 1975 | 1982 | 1990 | 1999 | 2008 |
| ---- | ---- | ---- | ---- | ---- | ---- | ---- |
| 211  | 258  | 246  | 207  | 184  | 206  | 210  |

## Администрация
| Период | Период | Фамилия          | Партия | Должность |
| ------ | ------ | ---------------- | ------ | --------- |
| 2001   | 2008   | Жак ван Люшен    |        |           |
| 2008   |        | Жан-Клод Бюшелер |        |           |

## Экономика
В 2007 году среди 127 человек в трудоспособном возрасте (15—64 лет) 99 были экономически активными, 28 — неактивными (показатель активности — 78,0 %, в 1999 году было 59,4 %). Из 99 активных работали 87 человек (54 мужчины и 33 женщины), безработных было 12 (5 мужчин и 7 женщин). Среди 28 неактивных 8 человек были учениками или студентами, 8 — пенсионерами, 12 были неактивными по другим причинам.

## Достопримечательности
- Церковь Сен-Реми (XV—XVI века). Исторический памятник с 1913 года.[3]
- Укреплённая ферма, также известная как Замок Шарбонь, имеет две башни XII века. Исторический памятник с 1948 года.[4]

## Фотогалерея
- Церковь Сен-Реми
- Укреплённая ферма (Замок Шарбонь)
- Придорожный крест и герб
- Карта коммуны